# Clemens von Delbrück
Clemens Gottlieb Ernst Delbrück, od 1916 von Delbrück (ur. 19 stycznia 1856 w Halle (Saale), zm. 17 grudnia 1921 w Jenie) – pruski polityk, wicekanclerz Niemiec.
Syn Ernsta, lekarza wojskowego, i Anny z domu Klenze; brat Antona.. Ukończył gimnazjum w Halle, później studiował prawo w Halle, Heidelbergu, Greifswaldzie i w Berlinie.
Z wykształcenia prawnik. Od 1885 do 15 stycznia 1892 landrat w Tucholi. W latach 1896–1902 I burmistrz, a następnie nadburmistrz Gdańska. Od 1902 do 1905 był nadprezydentem prowincji Prusy Zachodnie. W okresie od 18.10.1905 do 1909 pruski minister handlu i rzemiosła. Następnie do 1916 sekretarz stanu do spraw wewnętrznych Rzeszy. W listopadzie 1918 jeden z założycieli Niemieckiej Narodowej Partii Ludowej (DNVP).

## Publikacje
- Reden 1906-16, hrsg. v. M. Frhr. v. Braun, 1917.
- Die Ausbildung f. d. höheren Verwaltungsdienst in Preußen, 1917.